# Esther et Assuérus (Gentileschi)
Esther et Assuérus (en italien, Ester e Assuero ; ou Esther devant Assuérus) est un tableau de 208 cm de haut sur 273 cm de large réalisé entre 1628 et 1635 par la peintre baroque italienne Artemisia Gentileschi. Il est conservé au Metropolitan Museum of Art de New York.

## L'œuvre
On pense que l'œuvre a été commencée par Artemisia Gentileschi, à Venise vers 1628 et qu'elle l'a emportée avec elle à Naples. Artemisia démontre en fait, dans ce tableau, qu'elle a retenu les leçons des grands peintres vénitiens, eux qui appréciaient les ambiances luxueuses et scénographiques des scènes bibliques.
Le thème de la rencontre entre Esther, héroïne juive, et Assuérus, puissant roi de Perse, avait déjà été peint par Tintoret et l'atelier de Véronèse. Ce dernier tableau a probablement été vu par Gentileschi à Venise.
Ce tableau, parmi ses plus ambitieux, représente l'héroïne juive Esther, qui comparut devant son mari, le roi Assuérus de Perse, afin d'éviter un massacre du peuple juif, rompant avec le protocole de la cour et risquant ainsi la mort. Gentileschi a conçu cette scène dramatique, dans laquelle Esther s'évanouit avant que le roi n'accède à sa demande. 
La scène - décrite dans le Livre d'Esther de l'Ancien Testament - est représentée fidèlement par Artemisia. Esther, avec son visage extrêmement pâle, prête à s'évanouir, est soutenue par ses deux demoiselles, tandis qu'Assuérus, vêtu d'une tenue somptueuse, se lève du trône pour lui apporter son aide.